# Gabor Steingart

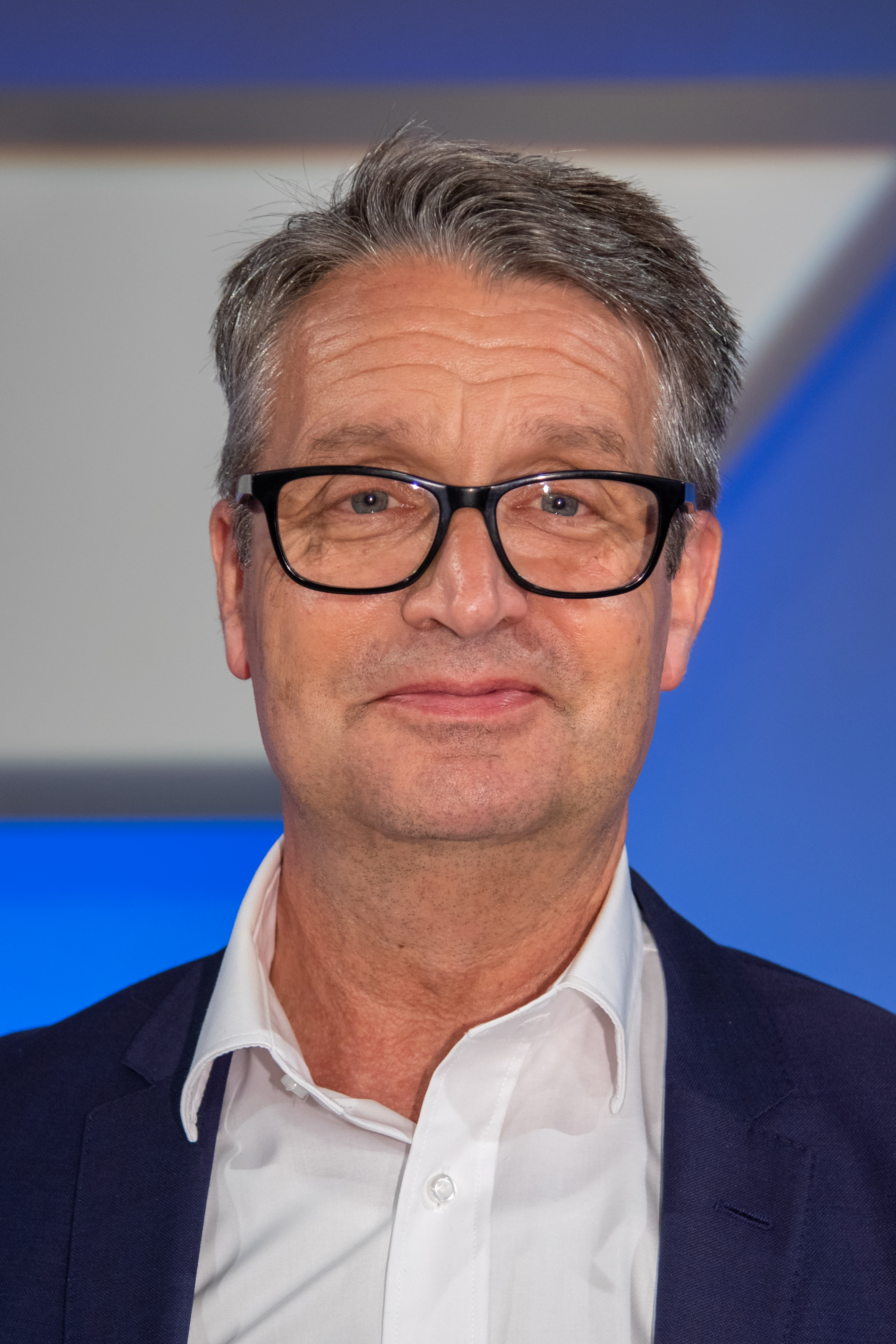
Gabor Steingart bei der Sendung Maischberger (2019)

Gabor Steingart (* 14. Juni 1962 in West-Berlin) ist ein deutscher Journalist, Autor und Medienunternehmer.
Von 2001 bis 2007 leitete er das Hauptstadtbüro des Spiegel in Berlin und danach bis 2010 dessen Büro in Washington. Von 2010 bis 2018 war er zunächst Chefredakteur, dann Herausgeber des Handelsblatts sowie ab 2012 Vorsitzender der Geschäftsführung und Miteigentümer an der Handelsblatt Media Group.
2018 gründete Steingart in Berlin das Medienunternehmen Media Pioneer, das unter anderem das Flussschiff The Pioneer One betreibt. Maßgeblich beteiligt an Steingarts Medienunternehmen ist die Axel Springer SE.

## Leben und Wirken
Steingart wurde in Berlin als Sohn einer Deutschen und eines Ungarn, der 1956 in der Folge des Ungarischen Volksaufstandes in den Westen geflohen war, geboren. In Folge der beruflichen Stationen des Vaters als Chemiker und Führungskraft wuchs er in mehreren Städten auf. Unter anderem war sein Vater Grubendirektor bei Kali und Salz. 1984 veröffentlichte Gabor Steingart sein erstes Buch Widerspruch unerwünscht. Beobachtungen aus 111 Jahren Fuldaer Zeitung, das er als Abiturarbeit angefertigt hatte. Nach dem Abitur an der reformpädagogischen Hermann-Lietz-Schule Bieberstein studierte er Politikwissenschaft, Volkswirtschaft und Germanistik an der Universität Marburg und der Freien Universität Berlin. Neben anderen Journalisten, wie Jakob Augstein und Anne Will, war er Student des Otto-Suhr-Instituts für Politikwissenschaft an der FU Berlin. Nach dem Studium absolvierte Steingart die Georg von Holtzbrinck-Schule für Wirtschaftsjournalisten. Auf lokaler Ebene war er für die Grünen als Finanzpolitiker tätig und saß in der Marburger Stadtverordnetenversammlung.
Ab 1989 arbeitete er als Reporter der Wirtschaftswoche in Leipzig, Bonn und Berlin sowie als Redakteur für das Nachrichtenmagazin Der Spiegel. 1995 wurde Steingart vom neuen Chefredakteur Stefan Aust zum Ressortleiter Wirtschaft in Hamburg befördert. 2001 übernahm er die Leitung des Hauptstadtbüros in Berlin, ab Juli 2007 leitete er das Büro in Washington. 2007 erhielt Steingart den Helmut-Schmidt-Journalistenpreis für die Titelstory Weltkrieg um Wohlstand als ein „herausragendes Beispiel für kritischen Wirtschafts- und Verbraucherjournalismus“.
Von 2010 bis 2018 war Steingart Chefredakteur und danach Herausgeber der Wirtschaftszeitung Handelsblatt. Im Oktober 2012 wurde er zum Vorsitzenden der Geschäftsführung der Handelsblatt Media Group (früher Verlagsgruppe Handelsblatt) berufen und erhielt 5 % Anteile an der Handelsblatt Media Group. Im Februar 2018 wurde er vom Haupteigentümer Dieter von Holtzbrinck entlassen, was eine öffentliche Kontroverse auslöste (siehe unten). Nach der Trennung und dem Rückzug von Steingart als Miteigentümer der Handelsblatt Media Group im Oktober 2018 gründete er in Berlin die Media Pioneer AG, an der sich im Mai 2019 die Axel Springer SE mit 36 Prozent beteiligte. Steingart und dem Management der AG gehören 54 Prozent der Anteile von Media Pioneer, 10 % der Anteile sind sogenannte „Leseraktien“. Zu den Miteigentümern im Rahmen von Leseraktien gehören unter anderem Thomas Gottschalk und Klaus Hommels.
Für Media Pioneer gab Steingart den Auftrag, ein Schiff als künftigen Sitz der Redaktion zu bauen, das auf der Spree verkehren soll: The Pioneer One, die im Mai 2020 vom Stapel lief. Ein zweites Schiff wurde im Januar 2022 angekündigt.
Steingart war Gast in Fernsehsendungen wie Anne Will, ARD-Presseclub, Maybrit Illner oder Maischberger. Zudem ist er als Buchautor und Redner tätig.

## Steingarts Morning Briefing

### Newsletter
Seit Juni 2018 gibt er Steingarts Morning Briefing heraus. Es ist vom Handelsblatt Morning Briefing, das Steingart als Herausgeber des Handelsblatt eingeführt und aufgebaut hatte, zu unterscheiden. Steingarts Morning Briefing erscheint als Newsletter jeden Werktag per E-Mail-Verteiler und wurde anfangs kurzzeitig kostenfrei auf ThePioneer angeboten. Nach einiger Zeit waren die (meisten) Beiträge nur noch kostenpflichtig zugänglich und es wird um Spenden für das Unternehmen geworben. Zudem erscheint das Morning Briefing bei Focus Online, GMX, Web.de und LinkedIn. Es wird von anderen Medien zitiert, wie z. B. Bild, Meedia oder Statista.

### Podcast
Seit August 2018 betreibt Steingart einen kostenfreien, werktags erscheinenden Podcast The Pioneer Briefing. 2023 wurde er mit dem Deutschen Podcastpreis in der Sparte Politik und Nachrichten ausgezeichnet. Steingart informiert und bewertet hierbei das politische und wirtschaftliche Weltgeschehen, nimmt Bezug auf das Morning Briefing und spricht dazu mit bekannten Persönlichkeiten und Experten aus z. B. Politik, Medien, Wirtschaft und Wissenschaft. Teilweise wird ein einzelner Gast interviewt, teilweise zwei oder mehr Gäste, gelegentlich wird ein Gastkommentar eingespielt. Am Ende einer Podcast-Ausgabe gibt es Einschätzungen zur Börse. Der Podcast wird regelmäßig von anderen Medien aufgegriffen.
Steingart moderiert den Podcast überwiegend selbst und wird manchmal vom Team seines Medienunternehmens Media Pioneer vertreten, das er 2018 zum Aufbau der Medienmarke ThePioneer gegründet hat. Dort gibt es weitere Podcasts, etwa Die Agenda mit Gerhard Schröder (2022 eingestellt). Einige der von Steingart herausgegebenen Podcasts sind nur noch kostenpflichtig zu hören.

### Focus-Online-Gast-Kolumne
Seit 23. November 2017 hat Gabor Steingart eine Kolumne als Gastautor auf Focus Online.

## Kontroverse umHandelsblatt-Entlassung
In einem Artikel vom 7. Februar 2018 benannte Steingart den Machtkampf an der SPD-Spitze einen „perfekten Mord“ des Parteivorsitzenden Martin Schulz an Außenminister Sigmar Gabriel. Holtzbrinck erklärte, er und Steingart hätten „Differenzen in wesentlichen gesellschaftsrechtlichen Fragen“ und eine „im Einzelfall – unterschiedliche Beurteilung journalistischer Standards“. Steingarts Entlassung beim Handelsblatt, während der er auch kurzzeitig Hausverbot hatte, löste eine öffentliche Diskussion aus.
In einem Brief an Dieter von Holtzbrinck, aus dem der Spiegel zitierte, stellten sich einige Führungskräfte hinter Steingart, u. a. die von ihm zur Wirtschaftswoche berufenen Miriam Meckel (Herausgeberin) und Beat Balzli (Chefredakteur) sowie der Handelsblatt-Chefredakteur Sven Afhüppe. Sie seien „schockiert und fassungslos“. Steingarts Abgang mit Blick auf seinen Text durchzusetzen, sei „ein verheerendes Signal an die Redaktionen und das gesamte Haus: die Bestrafung für eine – wenngleich unbequeme – Meinung ist die sofortige Entlassung.“ Dies sende „massive Schockwellen in die Handelsblatt Media Group, über die wir uns große Sorgen machen.“
Die Frankfurter Allgemeine Zeitung vermutete, dass nicht nur der Meinungstext über Schulz zum Zerwürfnis mit von Holtzbrinck führte: „Steingart schreibt stets mit dem Vorschlaghammer, er übertreibt maßlos, überzieht gezielt und ohne Gnade, macht keine Gefangenen und kein Hehl daraus, dass er sich für sehr wichtig hält.“ Die Welt kommentierte, dass sich von Holtzbrinck mit der Entschuldigung bei Schulz und der Trennung von Steingart angreifbar gemacht habe. Diese Trennung habe gewaltige Folgen, da Steingart das Verlagshaus stark modernisiert habe. „Steingarts Abberufung wird die Verlagsgruppe Handelsblatt zwar nicht zum Einsturz, aber dennoch zum Erzittern bringen.“ Laut Spiegel ging es bei der Entlassung um unterschiedliche strategische Pläne für die Handelsblatt Media Group. Steingart habe enorme Investitionen verlangt und soll den Verkauf von Fachzeitschriften angeregt haben. Auch kritisierte er den Aufsichtsrat als falsch zusammengestellt und nicht digitalaffin.
Das manager magazin schrieb, dass Steingarts gescheiterte Projekte wie die Handelsblatt Global Edition zu Verlusten von gut 15 Millionen Euro geführt hätten – vor allem Aufsichtsratschef Michael Grabner wollte das nicht länger hinnehmen. Hinzu kam, dass Steingart mit weitgehenden Werbegeschäften die üblichen Grenzen zwischen Redaktion und Verlag einriss: So warben Redakteure in einer Broschüre für den Möbelproduzenten Walter Knoll, und Box-Legende Wladimir Klitschko durfte in einer Kolumne seine Management-Studiengänge anpreisen und bekam unkritische Interviews.
Zwei Jahre nach dem Abgang von Steingart behauptete das Fachmagazin Wirtschaftsjournalist im Februar 2020: „Erkennbar ist, dass es der Handelsblatt-Gruppe spürbar an kreativen und innovativen Köpfen fehlt. Als Nachfolger von Steingart ist publizistisch weit und breit niemand in Sicht.“

## Kritische Bewertungen
Der Kolumnist Matthias Dell äußerte 2020 im Deutschlandfunk, Steingarts systematisches Arbeiten mit eingängigen Metaphern sei ein Charakteristikum seines Journalismus, der eine bestimmte Agenda verfolge. Sein kapriziöser Stil mache Leute und Ideen groß, klein oder lächerlich, wie das im Politikjournalismus sozialer Medien üblich sei. Steingart sei ein gut integrierter, prototypischer Vertreter dieser Schicht.
Simon Book, Redakteur des Spiegel, urteilte über Steingart, die Hybris sei eine seiner Lebenseinstellungen; für ihn könne es „nicht groß, schnell, wuchtig, laut genug sein“. Das führe zur regelmäßigen Panikmache, die man mit „Apokalypse täglich“ zusammenfassen könne. Der Deutschlandfunk-Kommentator Arno Orzessek warf Steingart 2020 doppelte Standards vor. So habe er im Februar 2020 dazu aufgerufen, die Abonnements der Süddeutschen Zeitung, des Spiegel, der Frankfurter Allgemeinen Zeitung und der übrigen „seriösen Presse“ zu kündigen, weil sie fälschlich prognostiziert hatten, dass Donald Trump die US-Präsidentschaftswahlen 2016 verlieren werde. Steingart selbst jedoch habe kurz vor den besagten Wahlen das Gleiche prognostiziert.
2019 druckte das Magazin Journalist ein Interview mit Steingart, in dem sämtliche Antworten geschwärzt waren, nachdem Steingart in der autorisierten Fassung nicht nur Antworten, sondern auch Fragen verändert hatte. Auch dem manager magazin verweigerte Steingart die Beantwortung mehrerer Fragen. Stattdessen ließ er seinen Anwalt mit Klagen drohen. Das Magazin berichtete in seiner Ausgabe 1/2020 ausführlich über Kontroversen in Zusammenhang mit Steingarts Medien-Startup Media Pioneer und journalistisch fragwürdigen Geschäften mit Großkonzernen, die Steingart noch in seiner Zeit beim Handelsblatt eingegangen war.
Der Wirtschaftsjournalist und Blogger Thomas Knüwer brach 2020 eine auf sechs Monate konzipierte Medienwatch-Studie zu Steingarts „Morning Briefing“ nach vier Wochen ab und kritisierte neben chaotischen technischen Zuständen unter anderem die Vielzahl schnelllebiger und nicht zu Ende geführter Projekte Steingarts, die mangelnde Unvoreingenommenheit seines mit Framing-Techniken arbeitenden „Behauptungsjournalismus“ und eine strukturelle Nähe zum „Lager der unzufriedenen Wutbürger“.
Im Mai 2025 schrieb Steingart im Focus über Friedrich Merz’ Kritik an der Kriegführung der israelischen Regierung in Gaza, Deutschland sei „Gefangener der Hitlerzeit“ gewesen und durch Merz’ Worte habe „diese Haltung ein Ende“. Die „Gespenster der Vergangenheit“ hätten „unsere Parteien, die Schulräume und die Köpfe einer Intelligenzija [beherrscht], die im Kulturpessimismus eine neue gedankliche Heimat“ gefunden habe. Deutschland könne nun aus dem „langen Schatten der Geschichte heraustreten“ und Israel erfahre eine „Behandlung ohne Samthandschuhe“. Der Historiker und Journalist Ralf Balke interpretierte diese Worte: „Endlich zeigt jemand den Juden, was eine Harke ist.“ Balke kritisierte zudem das „angestimmte Geraune, also das Angedeutete und nicht offen Ausgesprochene“, etwa was „mit ‚Unterwerfung‘ gemeint“ sei und wer „Deutschland so lange geknechtet“ habe. Er sieht darin ein „Augenzwinkern mit den Lesern“, „die das ja schon richtig“ verstünden. Auch die Gleichsetzung der israelischen Kampfhandlungen in Gaza mit dem russischen Überfall auf die Ukraine von Seiten Steingarts und dessen Bemerkung, Israel und Russland hätten „eigene Tätereliten hervorgebracht“, beanstandete Balke; den Begriff „Tätereliten“ bringe vor allem man mit dem Nationalsozialismus in Verbindung. Die „Geschehnisse vor Ort [=Gaza]“ werden laut Balke „als willkommener Anlass genommen, endlich als Deutsche aus dem Schatten der Geschichte heraustreten zu können“.

## Tätigkeit als Buchautor
Steingart regte mit Büchern wie Deutschland – Der Abstieg eines Superstars (2004) und Weltbeben: Leben im Zeitalter der Überforderung (2016) gesellschaftliche Debatten an. Auszüge seiner Werke sind vorab im Spiegel und Bild erschienen. Seine Bücher wurden umfangreich besprochen, erschienen auf verlagseigenen Bestsellerlisten und erschienen in anderen Ländern wie den USA und China.

## Auszeichnungen
- 2007: Helmut-Schmidt-Journalistenpreis
- 2012: „Medienmann des Jahres 2012“, Fachzeitschrift Horizont, dfv Mediengruppe
- 2022: Ludwig-Erhard-Preis für Wirtschaftspublizistik

## Schriften (Auswahl)
- Widerspruch unerwünscht. Beobachtungen aus 111 Jahren Fuldaer Zeitung, Zeitdruck-Verlag Möller, Petersberg 1984.
- Das Konzept der „wissenschaftlich-technischen Revolution“ und die Problematik individuellen Leistungsverhaltens in der DDR-Wirtschaft, Berlin, Freie Universität Berlin, Diplomarbeit, 1987.
- Deutschland – Der Abstieg eines Superstars, Piper, München 2004, ISBN 3-492-04615-0.
- Die stumme Prinzessin. Ein Leben in Deutschland, Piper, München 2005, ISBN 3-492-24481-5.
- Weltkrieg um Wohlstand. Wie Macht und Reichtum neu verteilt werden, Piper, München 2006, ISBN 3-492-04761-0.
- The War for Wealth – The True Story of Globalization, or Why the Flat World is Broken, McGraw Hill, 2008, ISBN 978-0-07-154596-9.
- Die Machtfrage. Ansichten eines Nichtwählers, Piper, München 2009, ISBN 978-3-492-05151-4.
- Das Ende der Normalität: Nachruf auf unser Leben, wie es bisher war, Piper, München 2011, ISBN 978-3-492-05459-1.
- Unser Wohlstand und seine Feinde, Knaus, Hamburg, 2013, ISBN 978-3-8135-0518-4.
- Weltbeben: Leben im Zeitalter der Überforderung, Knaus, Hamburg 2016, ISBN 978-3-8135-0519-1.
- Kopf hoch, Deutschland!, Knaus, Hamburg 2017, ISBN 978-3-8135-0800-0.
- Die unbequeme Wahrheit: Rede zur Lage unserer Nation. Penguin Verlag, München 2020, ISBN 978-3-328-60112-8.